# Broumov, Náchod
Broumov là một thị trấn thuộc huyện Náchod, vùng Královéhradecký, Cộng hòa Séc.